# 神戸市立西灘小学校
神戸市立西灘小学校（こうべしりつ にしなだしょうがっこう）は、兵庫県神戸市灘区船寺通3丁目にある公立小学校。

## 沿革
- 1868年（明治元年）5月8日 - 神戸・二ッ茶屋・走水の3村に、村組合立の小学校が開校。（岩屋小学校・大石小学校・篠原小学校）[1]
- 1880年（明治13年）4月 - 前述の3校が合併し、現在の本校の位置に開盛小学校が開校。この時を以って開校とする。
- 1883年（明治16年）4月 - 開盛尋常小学校と改称。
- 1893年（明治26年）4月 - 都賀浜尋常小学校（現・神戸市立西郷小学校）が分離。
- 1903年（明治36年）4月 - 西灘尋常高等小学校と改称し、高等科と西灘裁縫学校を設置。
- 1921年（大正10年）
  - 4月 - 西灘第一尋常高等小学校と改称。西灘補習学校を設置。西灘第二尋常高等小学校（現・神戸市立稗田小学校）を分離。
  - 10月3日 - 西灘裁縫学校を廃止。
- 1925年（大正14年）8月 - 西灘補習学校を廃止。西灘第一商業実習学校設立。
- 1927年（昭和2年） - 西灘第一商業実習学校を西灘商工実習学校と改称。
- 1929年（昭和4年）4月 - 武庫郡西灘村が神戸市へ合併。西灘商工実習学校及び女子部は西灘第二尋常小学校へ移る。
- 1932年（昭和7年）4月 - 神戸市立灘尋常高等小学校と改称。
- 1938年（昭和13年）7月 - 阪神大水害が発生。
- 1941年（昭和16年）4月 - 神戸市立西灘国民学校と改称。
- 1942年（昭和17年）1月 - 県内神崎郡方面への学童集団疎開始まる。（1945年9月まで）
- 1945年（昭和20年）6月5日 - 校舎が神戸大空襲により被災。
- 1947年（昭和22年）4月 - 神戸市立西灘小学校と改称。校章を変更。
- 1949年（昭和24年）4月 - 神戸市立原田中学校が本校校舎を使用。
- 1954年（昭和29年）12月 - 校歌を制定。（作詞：安藤正郎、作曲：佐々木すぐる）
- 1967年（昭和42年）
  - 4月 - 神戸市立西灘幼稚園を併設。
  - 7月 - 豪雨により、本館が床下浸水。
- 1970年（昭和45年）4月 - 神戸市立灘小学校を分離。
- 1995年（平成7年）
  - 1月17日 - 午前5時46分、阪神・淡路大震災が発生。児童からも犠牲者が出る。
  - 2月6日 - 臨時登校開始。
- 1997年（平成9年）
  - 5月 - 神戸連続児童殺傷事件を受け、集団下校開始。
  - 10月 - オーストラリア・クイーンズランド大学から海外教育実習生を受け入れる。
- 2000年（平成12年）- 西灘小学校誕生120周年記念事業を実施。
- 2018年（平成30年）7月 - 西日本豪雨により休校。
- 2020年（令和2年）4月 - 新型コロナウイルス感染症により休校。
- 2021年（令和3年）4月1日 - 校区調整（岩屋北町・岩屋中町・岩屋南町が神戸市立灘の浜小学校に校区分離）[2]
- 2022年（令和4年）4月1日 - 校区調整（神戸市立稗田小学校より灘北通の一部が編入）[2]

## 学校行事
3月 - 卒業式
4月 - 入学式
5月 - 運動会
7月～8月 - 夏休み
10月 - 音楽会
12月～1月 - 冬休み

## 校区
- 神戸市灘区[3]
  - 灘浜町、灘南通1 - 6丁目、船寺通1 - 6丁目、味泥町（1番18〜20号・8番26〜34号を除く）、都通1 - 5丁目、摩耶埠頭、灘北通4丁目（8番1号）・5丁目（9番2号）・6丁目（5番）

## 周辺
- 神戸市立原田中学校 - 進学先中学校・当校東側に位置する
- 神戸灘南郵便局
- 都賀川

## 交通アクセス
- 阪神本線大石駅より国道2号に沿って西へ300m。西灘駅より北東400m。
- 東海道本線（JR神戸線）摩耶駅より南東400m。

## 通学区域が隣接している学校
- 神戸市立西郷小学校
- 神戸市立灘小学校
- 神戸市立稗田小学校
- 神戸市立福住小学校
- 神戸市立灘の浜小学校
- 神戸市立なぎさ小学校